# Hermann Schröter (Politiker)

Hermann Schröter

Hermann Schröter (* 7. Juli 1872 in Matzdorf, Landkreis Löwenberg in Schlesien; † 27. Juni 1954 in Freienohl) war ein deutscher Politiker (DNVP).
Nach dem Besuch der Volksschule erlernte Schröter das landwirtschaftliche Handwerk. Er ließ sich als Landwirt in Karlsthal nieder, wo er noch vor dem Ersten Weltkrieg Mitglied des Gemeinderates wurde. Auf kommunaler und regionaler Ebene tat er sich zudem als Mitglied des schlesischen Landbundes und Ehrenvorstand des Wirtschafts- und Arbeitgeberverbandes Löwenberg sowie als Friedensrichter hervor.
Nach dem Ersten Weltkrieg, aus dem er als Kriegsbeschädigter heimkehrte, trat Schröter in die Deutschnationale Volkspartei (DNVP) ein, für die er von Juni 1920 bis September 1930 vier Legislaturperioden lang dem Reichstag als Abgeordneter für den Wahlkreis 9 bzw. (nach einer Neudurchnummerierung der Wahlkreise) dem Wahlkreis 8 (Liegnitz) angehörte.